# Joanna Pajkowska
Joanna Pajkowska (ur. 13 lipca 1958 w Warszawie) – polska żeglarka, kapitan jachtowy, ratownik morski, przepłynęła ponad 250 tysięcy mil morskich, często w rejsach i regatach samotnych lub dwuosobowych. W latach 2018–2019 jako pierwsza Polka opłynęła świat samotnie na jachcie żaglowym bez zachodzenia do portów.

## Szkoła
W 1977 r. ukończyła XIV Liceum Ogólnokształcące im. Klementa Gottwalda w Warszawie.

## Kalendarium żeglarskie
W 1986 r. startowała w regatach TwoSTAR z Plymouth w Anglii do Newport w USA, na katamaranie „Alamatur III” (skipper – Wojciech Kaliski), których jednak nie udało się ukończyć.
W latach 1995–2002, mieszkając w Anglii, pracowała jako członek załogi statku ratownictwa morskiego „Salcombe Lifeboat”, z Royal National Lifeboat Institution (RNLI). Brała udział w szeregu akcjach ratowniczych.
W latach 1995, 1997 i 1999 startowała w regatach Fastnet Race, z południowej Anglii do Irlandii.
W 2000 r. na 40-stopowym jachcie „Ntombifuti” zajęła 4. miejsce w klasie (na 17 startujących jachtów, z czasem 29 dni 5 godzin 0 minut), w samotnych regatach transatlantyckich OSTAR z Plymouth do Newport. Był to pierwszy od 20 lat udział jachtu płynącego pod polską banderą w regatach OSTAR.
W 2001 roku wzięła udział na 60-stopowym jachcie „Alphagraphics” z załogą wyłącznie kobiecą w regatach EDS Atlantic Challenge na trasie Saint-Malo – Hamburg – Portsmouth – Baltimore – Boston – Saint-Malo. W tym samym 2001 r. startowała w regatach Transat Jacques Vabre, z Hawru do Brazylii, na jachcie „Olympic Challenger”.
Od grudnia 2002 do stycznia 2003 jachtem Zjawa IV trzykrotnie okrążyła przylądek Horn i dotarła do archipelagu Szetlandy Południowe na Antarktydzie.
Od października 2006 do lutego 2007 w dwuosobowych, kobiecych regatach, rozgrywanych pomiędzy dwoma identycznymi 28-stopowym jachtami typu Mantra 28 przepłynęła (z Darwin w Australii przez Ocean Indyjski do Kapsztadu-RPA i dalej przez Atlantyk do Salvador de Bahia w Brazylii).

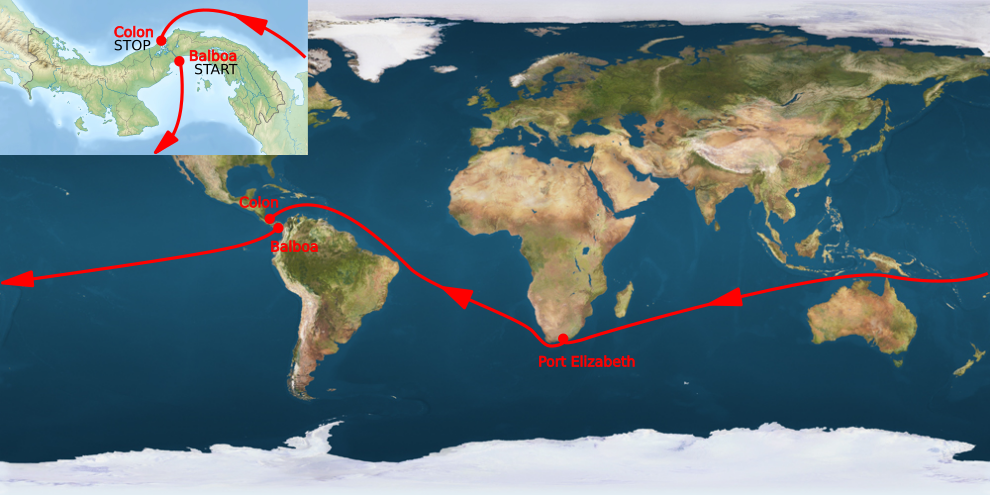
Trasa rejsu Joanny Pajkowskiej 2008/2009

W okresie od 24 czerwca 2008 do 8 stycznia 2009 kpt. Joanna Pajkowska odbyła samotny rejs dookoła świata. Żeglowała na jachcie „Mantra Asia” (typu Mantra 28) o długości 8,5 m, szerokości 2,7 m i zanurzeniu 1,65 m. Jacht o wyporności 3,5 tony i 60 m² powierzchni żagli został zaprojektowany i zbudowany przez Andrzeja Armińskiego, który był też głównym organizatorem rejsu.
Trasa wiodła w kierunku zachodnim, z portu Balboa (Panama) po stronie Pacyfiku, i liczyła 25 tysięcy mil morskich. Rejs trwał 198 dni i zakończył się w mieście Colón po atlantyckiej stronie Kanału Panamskiego. Ze względu na niemożność samotnego przepłynięcia Kanału Panamskiego, trasa rejsu nie została przecięta, jednak żeglarka opłynęła 360 stopni obwodu Ziemi, plus jeszcze ok. 20 mil do portu Colon.
Rejs ten został uhonorowany tytułem Rejsu Roku – Srebrnym Sekstantem przyznanymi za rejs, który „był pierwszym polskim, po Mazurku, kobiecym samotnym rejsem wokółziemskim oraz rejsem najszybszym w historii polskiego żeglarstwa, z jednym tylko, krótkim, wymuszonym warunkami pogodowymi, postojem w porcie.”
W latach 2010–2011 wraz z Aleksandrem Nebelskim odbyła na jachcie „Mantra Asia” rejs z Florydy, przez Kanał Panamski – Pacyfik – Australię – Indonezję – Malezję – Ocean Indyjski – Morze Arabskie – Morze Czerwone – Kanał Sueski – Morze Śródziemne – Adriatyk, gdzie rejs zakończył się we włoskim Monfalcone w czerwcu 2011 r. W czasie rejsu dwuosobowa załoga przepłynęła ponad 25 tys. mil morskich, zatrzymując się w ponad stu miejscach w 22 krajach.
27 maja 2013 wystartowała w regatach transatlantyckich OSTAR 2013 na 12-metrowym katamaranie „Cabrio 2”. Trasa prowadziła przez północny Atlantyk z Plymouth w Wielkiej Brytanii do Newport i liczyła około 3000 mil morskich. W regatach wzięło udział 17 załóg, w tym dwie z Polski. Joanna Pajkowska, była jedyną kobietą wśród uczestników. 23 czerwca, po 27 dniach, 23 godzinach i 53 minutach dotarła do mety w Newport, zajmując siódme miejsce. 26 października 2013 na uroczystości w Royal Western Yacht Club Joanna Pajkowska otrzymała nagrodę 1st Lady z rąk burmistrz Plymouth. Nagroda ta przyznawana jest dla najlepszej zawodniczki regat. Ponieważ w regatach wystartowała tylko jedna kobieta, organizatorzy chcieli wycofać nagrodę – jednak przyznanie tej nagrody wymusili, już na mecie w Newport. Podczas oficjalnej uroczystości podkreślono też, że kpt. Pajkowska jest jedyną Polką, która dwukrotnie startowała w OSTAR (pierwszy raz w 2000 r.).
W 2013 na katamaranie „Cabrio 2” przewiozła z Belém (Brazylia) do Douarnenez (Francja), oceaniczny kajak Aleksandra Doby.
13 sierpnia 2013 startowała na „Cabrio 2” w samotnych Regatach Poloneza na Bałtyku, w klasie Open I Single, zajmując 2. miejsce (na 3 startujących).
W 2017 roku wygrała, wraz ze skipperem Uwe Röttgeringiem, na jachcie „Rote 66” (40 stóp) Transatlantyckie Regaty Dwuosobowe TwoSTAR, z Plymouth (Anglia) do Newport (Rhode Island, USA). W szóstej edycji tych regatach zgłoszonych było 6 jachtów, ale ukończyły je tylko 2.

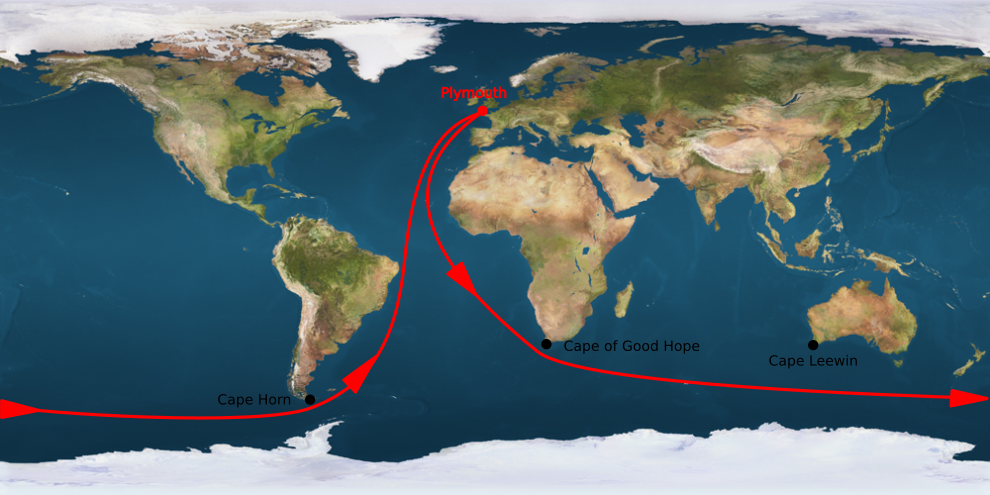
Trasa wokółziemskiego rejsu Joanny Pajkowskiej 2018/19

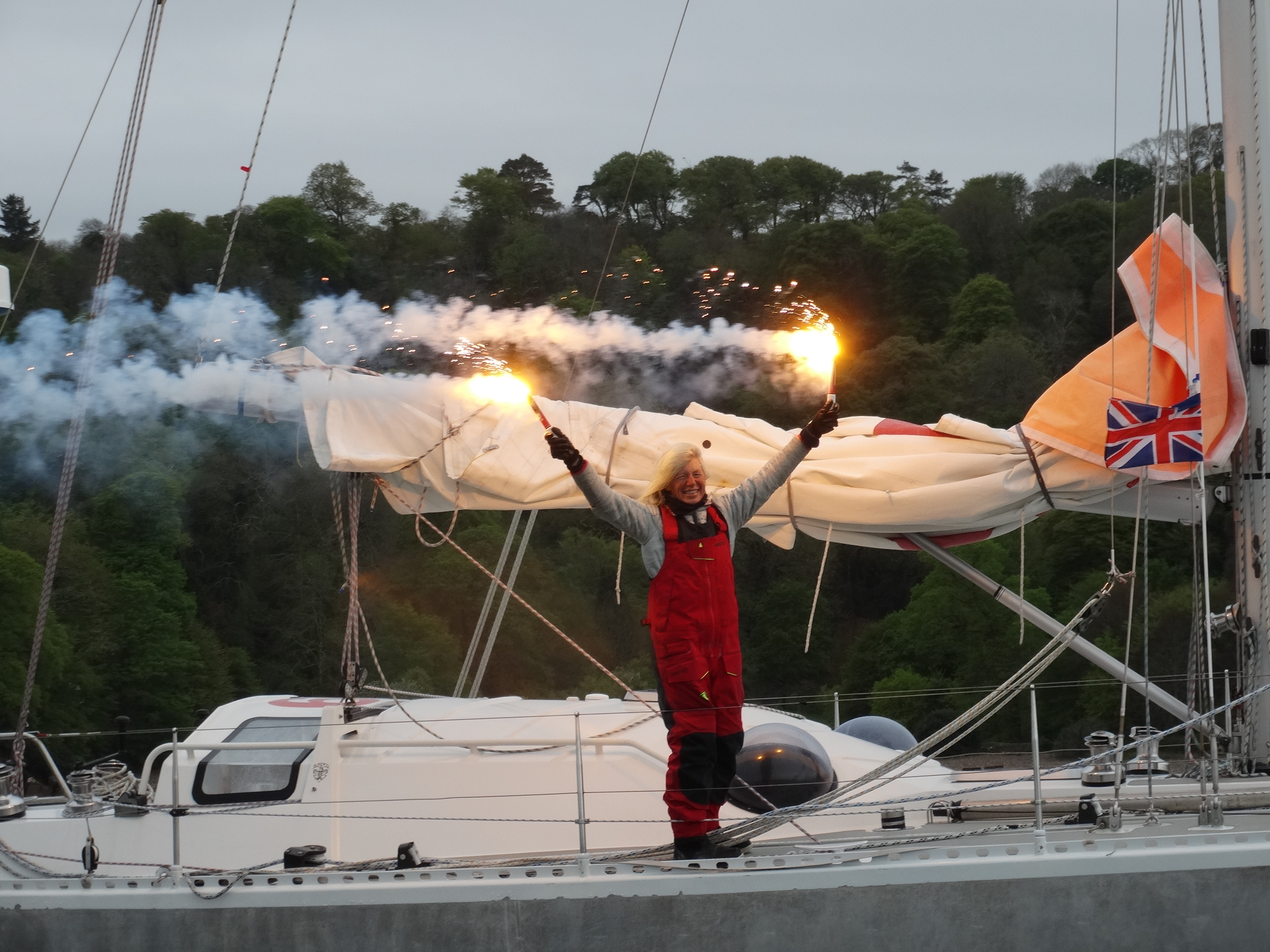
28 kwietnia 2019: Joanna Pajkowska kończy w Plymouth swój samotny i bez zawijania do portów rejs dookoła świata.

W dniach 23 września 2018 r. – 28 kwietnia 2019 r. odbyła, jako pierwsza Polka, samotny i non-stop rejs dookoła świata. Rejs trwał 216 dni i 16 godzin, start i meta w Plymouth (Anglia). Trasa, licząca 29 000 mil morskich, wiodła przez Atlantyk na południe, dookoła Przylądka Dobrej Nadziei, dalej przez Ocean Południowy, dookoła Przylądka Leeuwin (Australia), południowy Pacyfik, dookoła Przylądka Horn, i powrót przez Atlantyk na półkulę północną, do Plymouth. Joanna Pajkowska żeglowała na aluminiowym jachcie „Fanfan” liczącym 40 stóp (12,19 metrów) długości.

## Nagrody i wyróżnienia
- 2000 – Honorowa Nagroda Polskiego Związku Żeglarskiego Rejs Roku za udział w regatach Ostar[19][20].
- 2009 – Honorowa Odznaka Zasłużony dla Żeglarstwa Polskiego przyznana 27 marca 2009 uchwałą zarządu Polskiego Związku Żeglarskiego[21].
- 2009 – Nagroda Conrady – Indywidualności Morskie, przyznana przez Bałtyckie Bractwo Wybrzeża 7 marca 2009[22].
- 2009 – Srebrny Sekstant i I Nagroda Honorowa Rejs Roku za rejs na jachcie „Mantra Asia” – najszybszy i drugi kobiecy samotny rejs dookoła świata pod polską banderą[9][23].
- 2011 – III Nagroda „Rejs Roku” za rejs 2010/2011 z A. Nebelskim[24].
- 2013 – nagroda 1st Lady – dla najlepszej zawodniczki w regatach OSTAR 2013[12].
- 2013 – II Nagroda Honorowa Rejs Roku 2013 – za postawę i wynik w regatach OSTAR 2013 na s/y „Cabrio 2” w roku 2013 na trasie Plymouth – Newport[25][26]
- 2017 – Srebrny Sekstant i I Nagroda Honorowa Rejs Roku, za zwycięski start, wraz z Uwe Röttgeringiem, na s/y „Rote 66”, w transatlantyckich regatach „Twostar 2017”[23][27][28][29].
- 2017 – Zwycięstwo w plebiscycie Magazynu „Wiatr” Żeglarz Roku 2017[30].
- 2019 – „Kryształowe Zwierciadło 2019” – nagroda miesięcznika „Zwierciadło”[31].
- 2019 – Srebrny Sekstant i I Nagroda Honorowa Rejs Roku, za rejs solo-non stop na s/y „Fanfan” – samotnie dookoła świata bez zawijania do portów trasą wokół trzech przylądków[23][32][33],
- 2019 – Nagroda Główna Trans-Ocean 2019 – przyznawana w Niemczech doroczna nagroda stowarzyszenia Trans-Ocean[34],
- 2019 – Kolos za rok 2019 w kategorii Żeglarstwo za samotny rejs dookoła świata klasyczną trasą wokół trzech przylądków bez zawijania do portów, przygotowany własnymi siłami, bez udziału sponsorów – nagroda przyznana przez Kapitułę Kolosów podczas 22. Ogólnopolskich Spotkań Podróżników, Żeglarzy i Alpinistów[35].
- 2019 – Zwycięstwo w plebiscycie Magazynu „Wiatr” Żeglarz Roku 2019[36][37]
- 2021 – Super Kolos – za całokształt dokonań[38]
- 2023 – Honorowe Obywatelstwo Gminy Leszno[39][40]

## Kontrowersje
Rejs odbywający się w dniach 24 czerwca 2008 – 8 stycznia 2009 zaczął się w Balboa, po jednej stronie Kanału Panamskiego, a zakończył z jego drugiej strony w Colón. Tak więc rejs zakończył się w innym miejscu niż się zaczął.
Kapitan Krzysztof Baranowski napisał o tym: „Otóż przyjęło się uważać, że rejs dookoła świata kończy się w porcie, z którego się wypłynęło: Asia wypłynęła z Balboa, po jednej stronie Kanału Panamskiego, a przypłynęła z drugiej strony do Colon. Samego Kanału nie może pokonać samotnie, bo przepisy nie pozwalają i w zasadzie powinna jeszcze okrążyć Południową Amerykę, żeby zamknąć rejs w Balboa. Mamy tu jednak do czynienia z inną interpretacją, a mianowicie taką, że do zamknięcia pętli wystarczy 360 stopni. Tak się bowiem składa, że wschodnie wejście do Kanału w Colon/Cristobal jest położone bardziej na zachód niż zachodnie w Bilbao/Panama i faktycznie kółko, które, jak wiadomo, ma 360 stopni, zostaje zamknięte.”.